# دیوار حایل (قلعه)

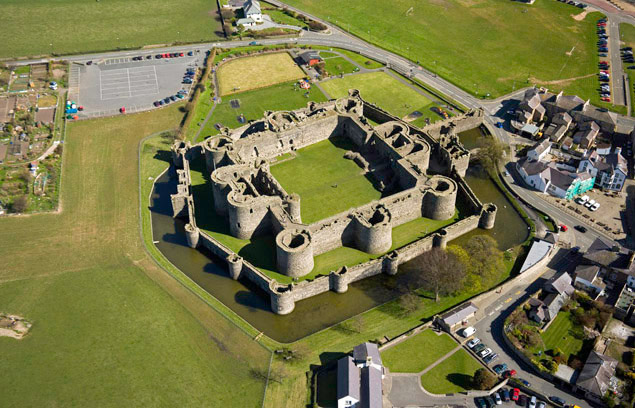
قلعه بیئوماریس به همراه دیوارهای حایل متمرکزش

دیوار حایل دیواری دفاعیست که حیاط بیرونی یک قلعه قرون وسطایی را احاطه می‌کند. همچنین می‌تواند دیواری دفاعی بین دو باستیون دژ در استحکامات پس از قرون وسطایی باشد.
در طراحی‌های بعدی قلعه‌ها، دیوارهای حایل ارتفاع قابل توجهی داشتند، و به وسیله خندق محصور می‌گشتند، تا حمله را دشوار سازند.
بعدها، با ظهور استحکامات ستاره‌ای ایتایاای ارتفاع دیوارهای حایل کاهش یافت، و آنسوی خندق، سنگرهای خارجی ساخته شدند تا از به‌طور مستقیم به توپ بسته شدن دیوارها جلوگیری شود.